# Misthaus
Koordinaten: 50° 49′ 28,24″ N, 15° 20′ 18,78″ O

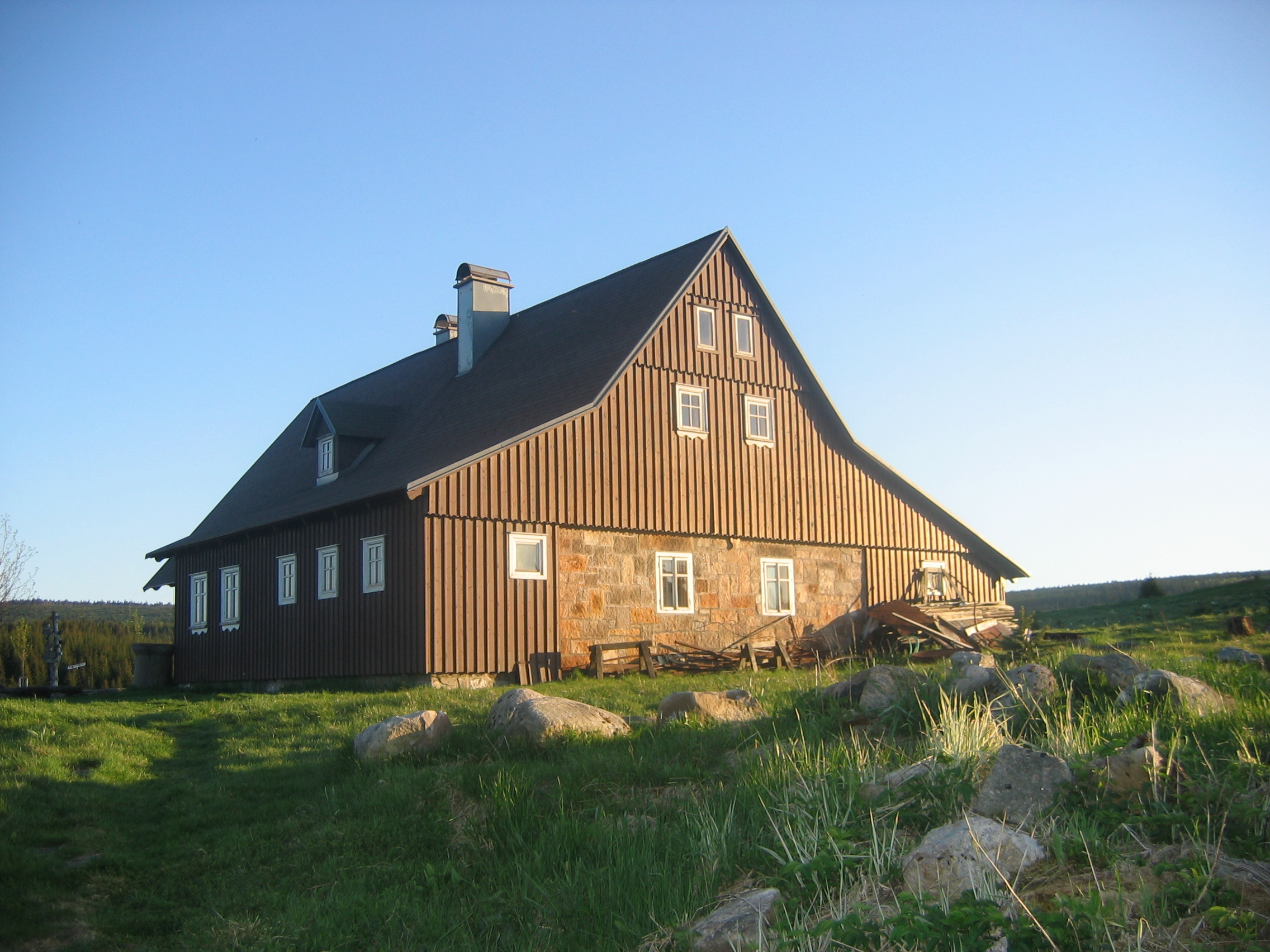
Das Misthaus im Isergebirge

Das Misthaus (tschech. Hnojový Dům) ist ein durch Gustav Ginzel bekannt gewordenes Haus und war eines der populärsten Ausflugsziele im Isergebirge in Tschechien. Es befindet sich in Jizerka (Klein Iser), einem Ortsteil von Kořenov (Wurzelsdorf).

## Geschichte

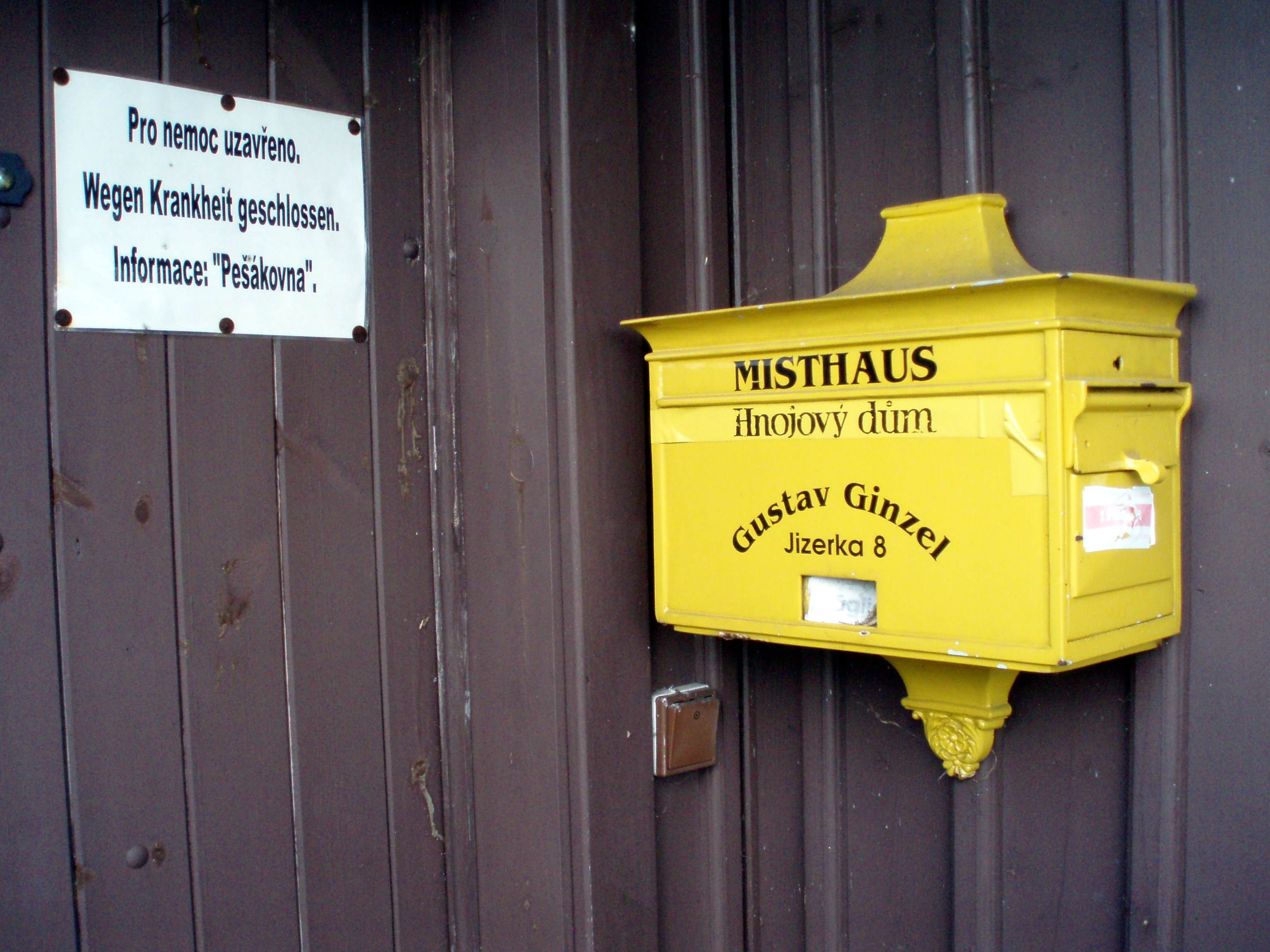
Zustand 2007: wegen Krankheit geschlossen

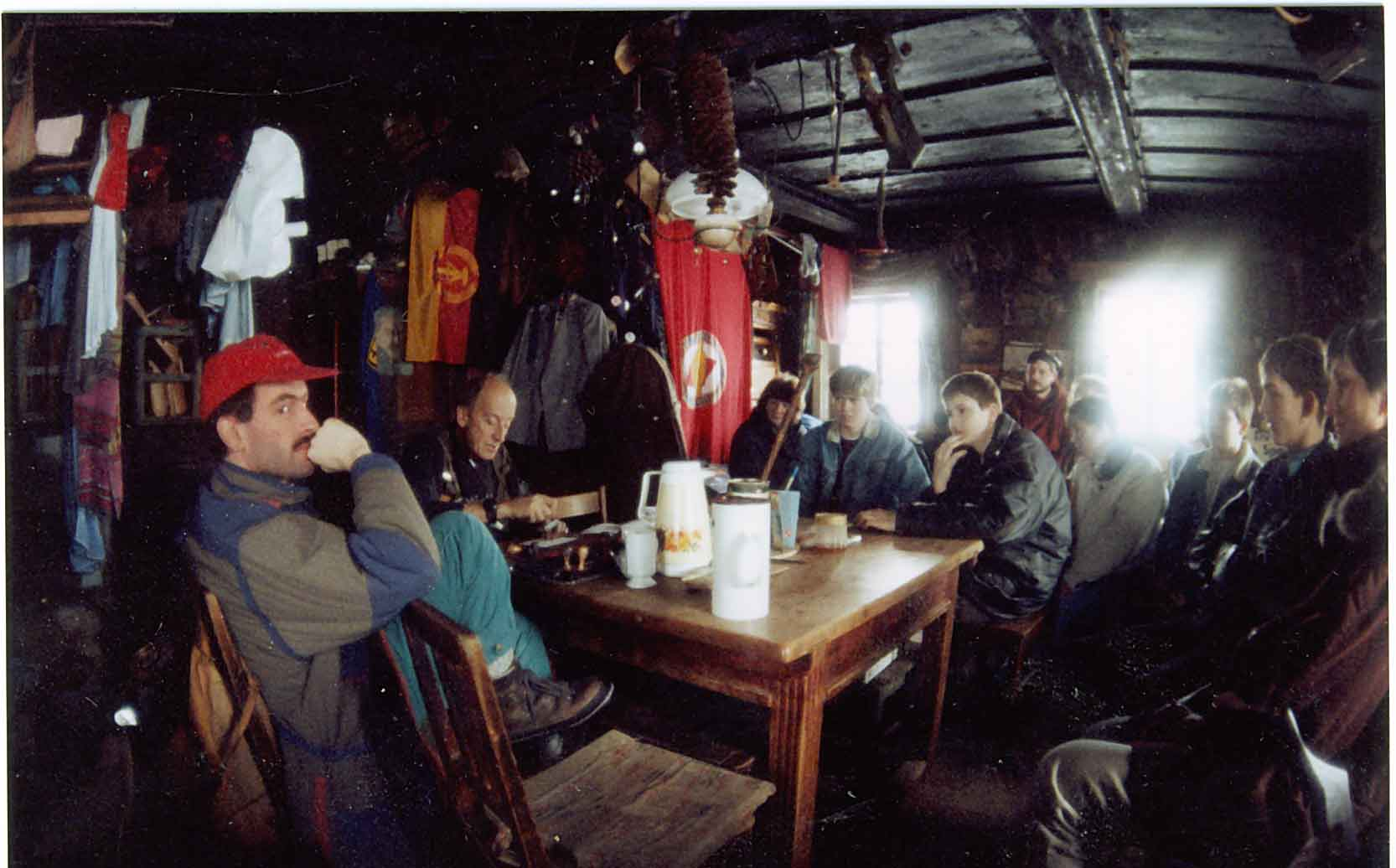
Gustav Ginzel stempelt Karten im Wohnzimmer des Misthauses.

Das Haus, das größtenteils in Holzbauweise errichtet wurde, stammte ursprünglich aus der Zeit von 1699 bis 1769 und ist ein typisches Isergebirgshaus. Bereits 1929 war der Vater Gustav Ginzels an dem Haus interessiert, jedoch war ihm die geforderte Kaufsumme von 35.000 Kronen zu hoch.
Nach dem Krieg stand das Haus leer und wurde zunächst als Kuhstall genutzt, später, als ausgewachsene Kühe nicht mehr hineinpassten, folgten Kälber und Schafe. Die Außenwände hatten große Löcher und das Innere war nur noch ein Raum, durch den Balken hindurchgingen.
1963 interessierte sich Familie Ginzel erneut für das nun heruntergewirtschaftete Haus. Nach einigen Bedenken wegen der aus einem Hauskauf erwachsenden Verpflichtungen erwarb Gustav Ginzel am 2. Mai 1964 das zum Abbruch vorgesehene Haus für 345 tschechoslowakische Kronen. Das unbewohnte Gebäude war reichlich einen Meter hoch mit Mist gefüllt. Ähnlich wie beim Stall des Augias leitete Ginzel einen Bach in das Haus, beräumte und verkaufte den Inhalt als Dünger, der ihm mehr einbrachte, als das ganze Haus gekostet hatte. Der Bach dient noch immer der Wasserversorgung des Hauses.
Nach und nach wurde das Haus von außen und innen wieder hergestellt und ausgebaut. Das Mobiliar erhielt Ginzel von Freunden geschenkt, und als das tschechoslowakische Fernsehen einen Film über Ginzel und das Misthaus drehte, mussten die Filmleute als Honorar historische Bauernmöbel restaurieren lassen, die zuvor ihr Dasein auf Dachböden gefristet hatten.
Das Misthaus wurde zu einer urigen Übernachtungsstätte ohne jeglichen zivilisatorischen Komfort und zu einem beliebten Treffpunkt von Bergsteigern und Wanderern, aber auch von Oppositionellen der DDR und ČSSR.
Das Misthaus liegt seit 1983 direkt am Internationalen Bergwanderweg der Freundschaft Eisenach-Budapest, den Gustav Ginzel als Wanderweg „Eisenach-Misthaus-Budapest“ bezeichnete.

## Inventar

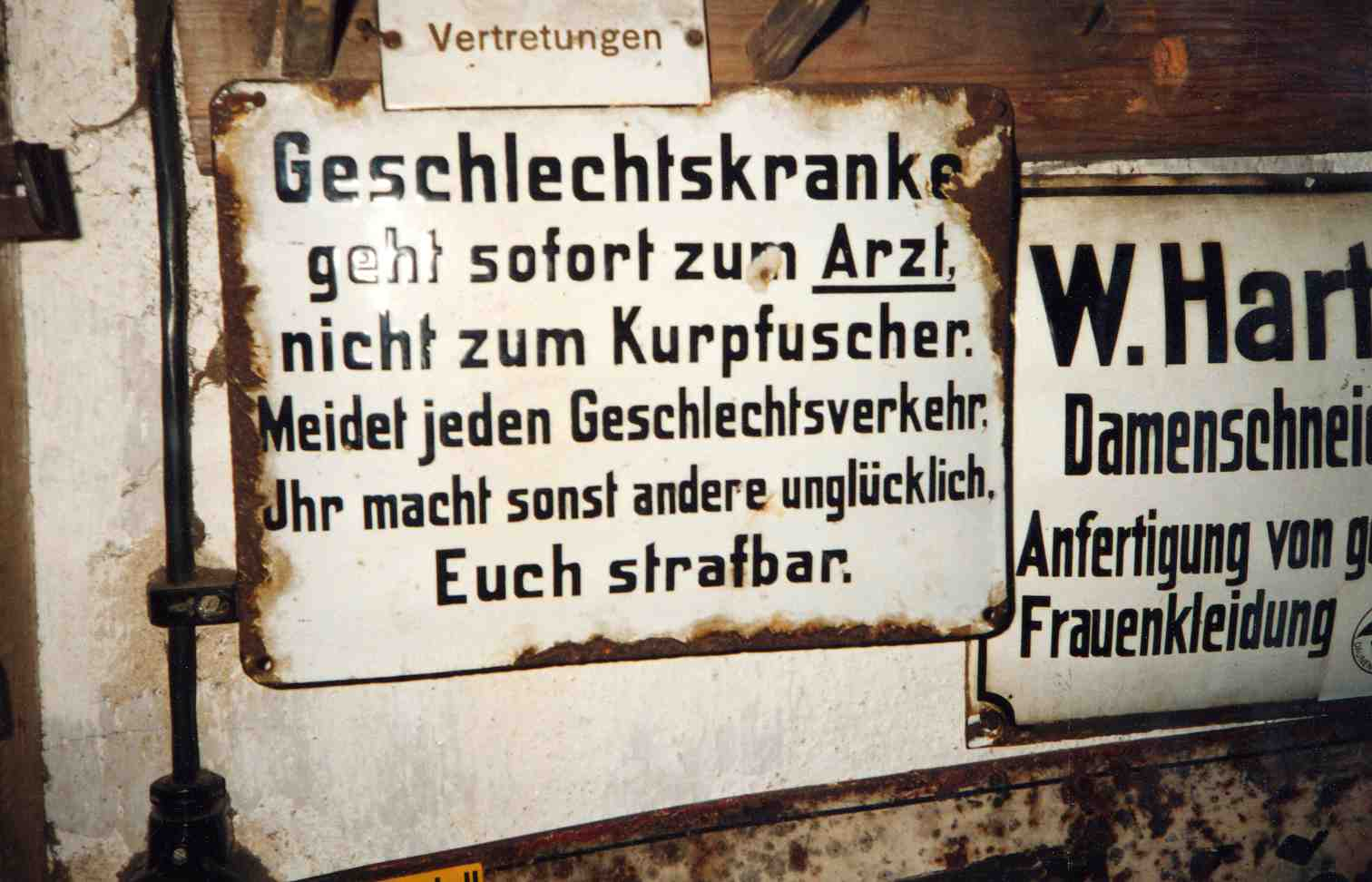
Nützlicher Hinweis

Im Haus baute Ginzel eine Sammlung von Reiseandenken, Kuriositäten und alten Büchern auf, wo immer er diese günstig oder gratis bekommen konnte. Gern ließ er sich von seinen Gästen Schilder oder andere Gegenstände mitbringen. So befanden sich im Misthaus unter anderem große Bergkristalle, ein Tuaregschwert, indianische Kleidung aus Peru, Lava vom Popocatépetl, ein südamerikanischer Schrumpfkopf von den Shuar, Zapfen von Mammutbäumen, tibetische Gebetstafeln, ein Ziegel vom Turm zu Babylon, Saharasand und Geweihe aus Sibirien. Im Kaukasus tauschte er eine Restauflage des Reiseführers durch Brno in russischer Sprache gegen Antilopen- und Steinbockgehörne und handgeschmiedete Kamineinrichtungen.
„Jeder bessere Kuhhirt in Ossetien hat jetzt einen Reiseführer durch Brno.“
Daneben fanden sich Kuriositäten, wie ein Backenzahn, der ihm in Afrika gezogen wurde, ein ausgestopfter Rasselbock, ein Enteniltisfuchseinhorn und ein Wolpertinger, der negative Löffel, ein gefangener Franzose sowie eine Tafel, die besagte, dass Goethe bei seinem Besuch auf der Iserwiese im Misthaus weilte, und dies bis zum Beweis des Gegenteils gelte.

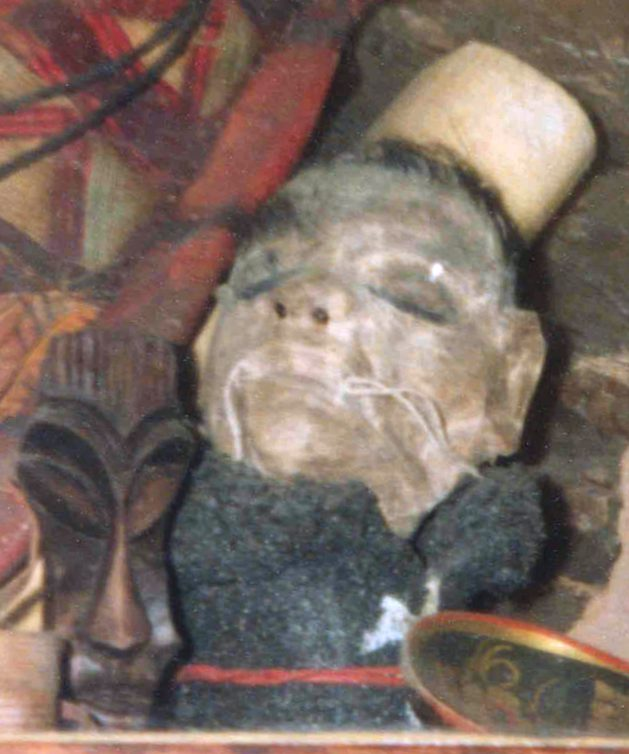
Schrumpfkopf der Shuar

Die Gosse in der Küche befand sich in 30 cm Höhe, damit auch die Katze daraus trinken konnte, wenn das Wasser lief.
Die Wiesen um das Misthaus waren im Frühjahr ein einziges Meer von Frühblühern, da Gustav alle seine wiederkehrenden Gäste bat, ihm Blumenzwiebeln aus ihrer Heimat mitzubringen.

## Medien
Die erste Zeitung, die über das Misthaus berichtete, war im Jahre 1966 die sowjetische Prawda. Ihr folgten zahllose weitere Zeitungen und Zeitschriften. Als 1984 in der Weltbühne ein Artikel erschien, war das Heft 41 binnen kurzer Zeit ausverkauft. 1992 wurde ein Video gedreht und zu Ginzels 62. Geburtstag im tschechischen Fernsehen ausgestrahlt.

## Gäste
Da das Misthaus kein öffentlicher Beherbergungsbetrieb war, durfte Gustav Ginzel auch kein Geld für Übernachtungen kassieren. Diese Handhabung wurde von den regionalen Behörden der ČSSR des Öfteren überprüft. Nicht untersagen konnte man ihm die Aufnahme von privaten Gästen, die mit ihren Schlafsäcken vorwiegend unter dem Dach (Wimpelzimmer, Fernsehzimmer, Anti-Vergewaltigungszimmer mit 30 cm lichter Höhe über der „Matratze“) oder im Obergeschoss (Fürstensuite, Pionierzimmer) Platz fanden, wobei letztere Räumlichkeiten mitunter auch für bekanntere Gäste reserviert wurden. Die Gäste, die vorwiegend aus der DDR, aber auch aus der ČSSR, Polen und anderen Ländern kamen, reisten vorwiegend an den Wochenenden oder zu Feiertagen an und hinterließen eine Spende oder brachten Sachspenden mit. 40 bis 50 Personen fanden ohne Weiteres im Haus Platz. Zu den Weltenbummlertreffen im April und November waren es deutlich mehr, die dann auch Zelte aufschlugen. Spitzenwerte erreichte die Gästezahl zumeist über Silvester, hier lag der Rekordwert bei 300.
Nach dem Fall der Mauer und dem Ende der Reisebeschränkungen war die Zahl der Gäste und Besucher deutlich rückläufig.

## Führungen

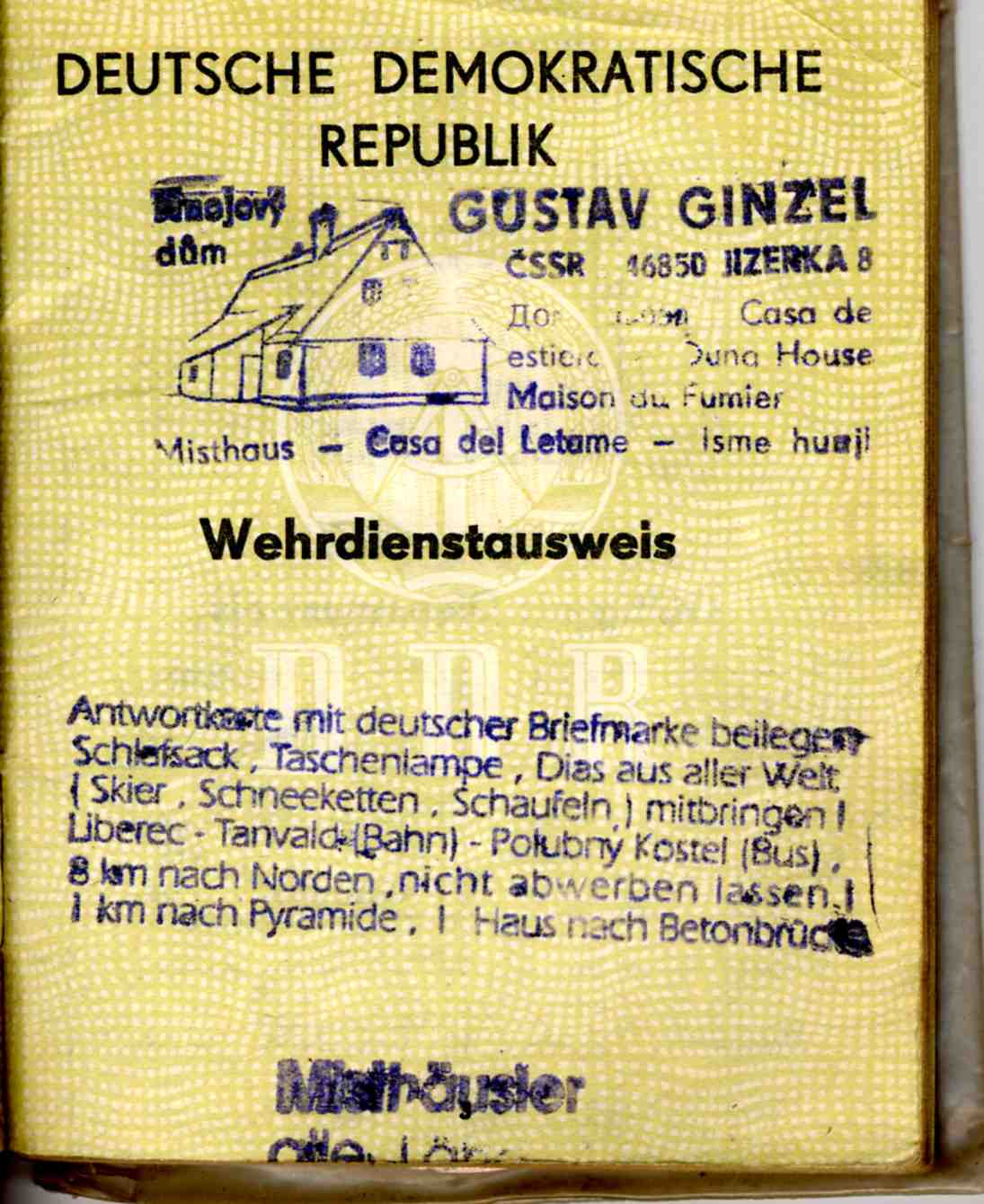
„Auf jeden Krempel …“

„Wer das Misthaus nicht kennt, hat umsonst gelebt.“
Die Führungen durch das Misthaus waren ein Erlebnis. Die Normalführung dauerte 2 Stunden, mit Lachen 3 Stunden. Auch Kurzführungen (20 Minuten), Schnellführungen (10 Minuten) und Blitzführungen (5 Minuten) bot Gustav Ginzel an.
Dabei wurde jedem klar, dass das vermeintliche Chaos im Haus nach logischen Gesichtspunkten geordnet war.
Nach der Führung wurden Wanderkarten gültig gemacht:
„Auf jeden Krempel gehört ein Misthausstempel.“
und er bot Karten, Bücher und Kalender zum Kauf an.
Gern betonte Gustav Ginzel, dass das Misthaus mehr Besucher aufzuweisen hat als das Schloss Friedland, welches im Winter geschlossen ist.

## Außenanlagen

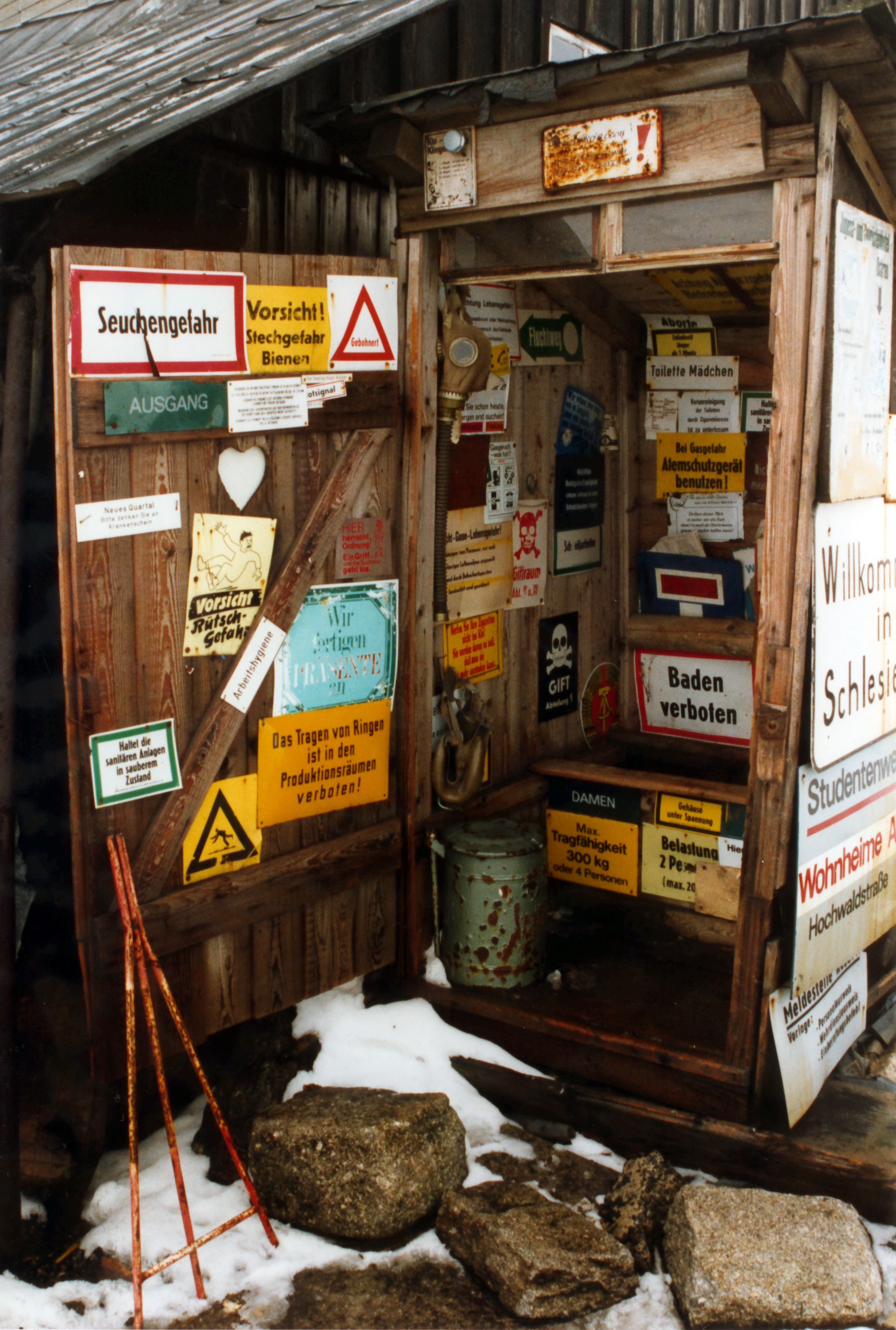
Stereoklo im April 1995

- Die Anti-Aids-Dusche ist ein künstlicher Wasserfall im Freien, der auch bei −20 °C noch nicht einfriert. Wer es bei dieser Temperatur wagte, erhielt ein Duschdiplom.
- Der Pinkelpfahl war mit einer Gosse versehen und diente vor allem im Winter dazu, dass Männer keine gelben Ornamente im Schnee hinterließen.
- Das Stereoklo war eine reich beschilderte Doppel-Latrine mit Aussicht auf den Riesengebirgskamm. Die dafür benötigte Klobrille war auf einer Gardinenstange über dem Ofen aufgehängt. Das hatte drei Vorteile: Erstens ließ sich leicht feststellen, ob das Örtchen frei war, zweitens vermied die wohltemperierte Brille bei Dauerfrost das sofortige Anfrieren des Hinterns und drittens war durch die Öffentlichkeit jeder bestrebt, sie in sauberem Zustand wieder aufzuhängen.

## Brand und Wiederaufbau

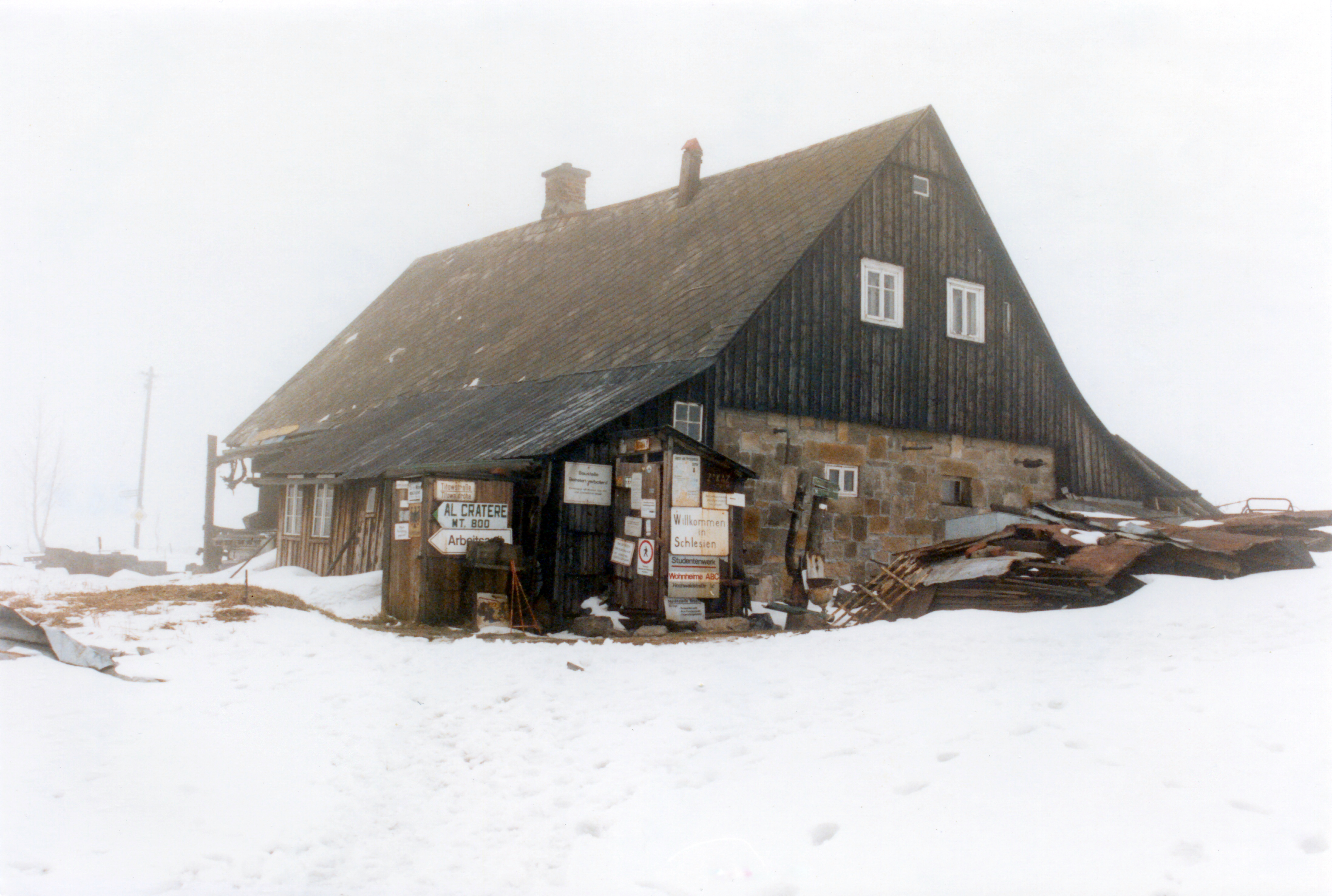
Blick von hinten vor dem Brand, zu erkennen ist das direkt am Haus befindliche Stereoklo

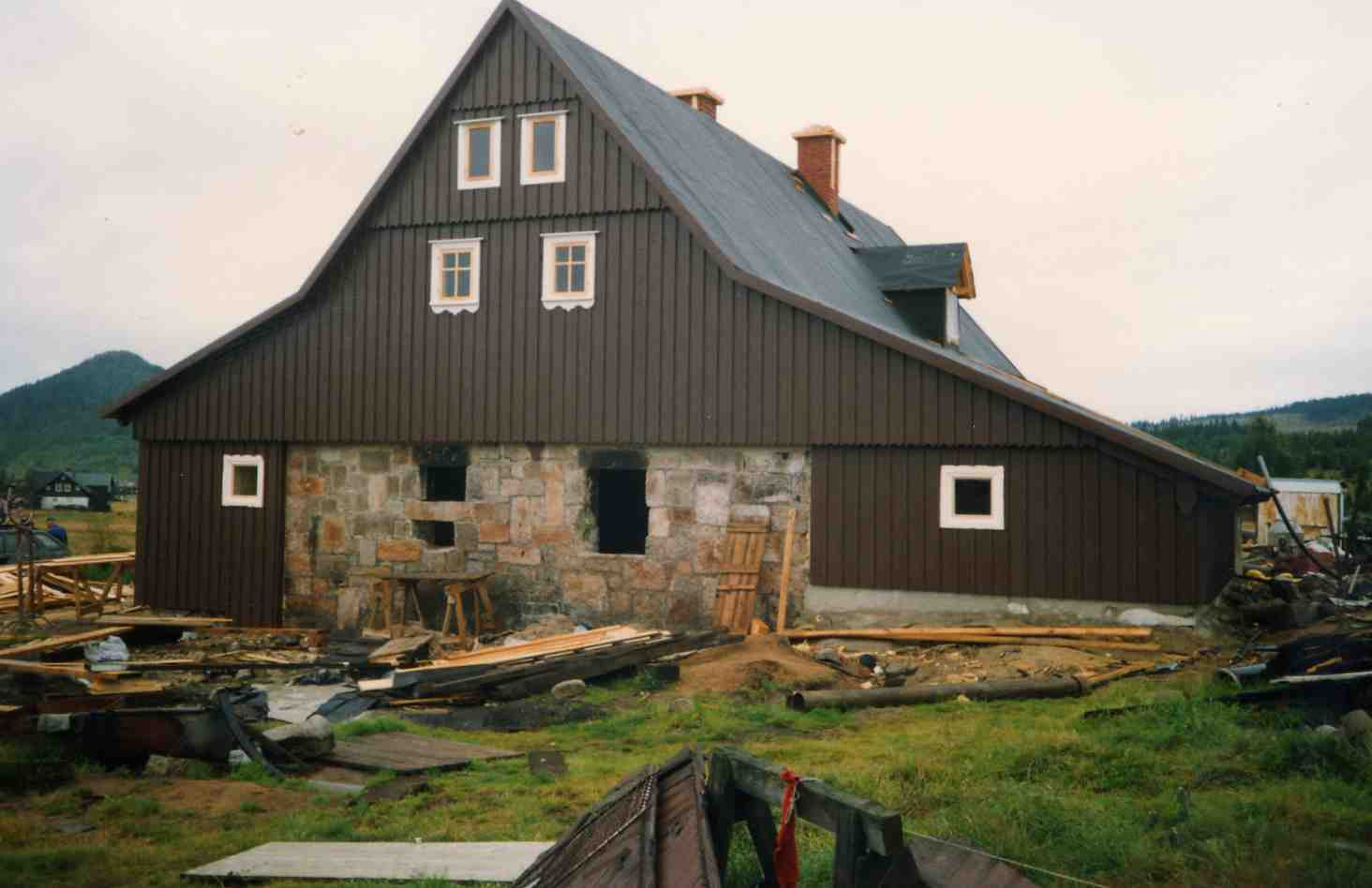
Aufnahme beim Wiederaufbau

Am späten Abend des 24. August 1995 brach aus ungeklärter Ursache auf dem Stereo-Klo ein Brand aus, der schnell auf das Haus übergriff. Die fünf im Haus befindlichen Gäste alarmierten zwar schnell die Feuerwehr. Als diese aus Jablonec nad Nisou (Gablonz) eintraf, war das Holzhaus nicht mehr zu retten. Sämtliche wertvollen und historischen Sammlungen und Kuriositäten, einschließlich des Archivs mit seinen Büchern und Fotodokumentationen, die sich im Haus befanden, waren verbrannt.
Am 31. August wurde in Dresden unter Federführung von Jörg Puchmüller ein Kontaktbüro Misthaus-Aufbau eingerichtet, das sowohl Spendenkonten einrichtete als auch den Beginn der Aufräum- und Wiederaufbauarbeiten koordinierte. Zu diesem Zeitpunkt befand sich der Hausherr noch in Australien, war aber bereits über das Unglück informiert worden. Die Einrichtung weiterer Kontaktbüros in Chemnitz, Leipzig und Berlin folgte. Die Leitung der gesamten Aktion übernahm Gustavs Bruder Wolfgang Ginzel. Am 22. Januar 1996 fand im Dresdner Studentenclub Bärenzwinger eine Benefizveranstaltung für das Misthaus statt, bei der auch Reinhold Messner zugegen war. Zahlreiche Wochenendhelfer beseitigten die Überreste und am 11. Mai 1996 begann eine Firma aus Jablonec nad Nisou mit dem Wiederaufbau des Hauses nach dem alten Vorbild, der 1997 abgeschlossen war. Auch das Innenleben des Hauses wurde wieder mit neuen Exponaten ausgestaltet.
Seit 2000 war die Besichtigung wegen Erkrankung des Hausherrn nur noch eingeschränkt möglich. Wolfgang Ginzel verwaltete das Misthaus, bis er im Frühjahr 2004 verstarb. Seitdem ist das Misthaus „wegen Krankheit geschlossen“. Gustav Ginzel lebte bis zu seinem Tode im Jahre 2008 bei seiner Schwester in Kempten in Deutschland.

## Bekannte Gäste
- Heinz Eggert, ehemaliger sächsischer Innenminister
- Ibrahim Böhme
- Lothar de Maizière
- Václav Havel
- Karol Wojtyła